# 拉罗什波赛
拉罗什波赛（法語：La Roche-Posay，法語發音：[la ʁɔʃ pozɛ]）是法国新阿基坦大区维埃纳省的一个市镇，位于该省东北部，克勒茲河畔，属于沙泰勒罗区。

## 地理
拉罗什波赛（46°47'11"N, 0°48'45"E）面积35.31 平方千米，位于法国新阿基坦大区维埃纳省，该省份为法国中西部省份，北起曼恩-卢瓦尔省和安德尔-卢瓦尔省，西接德塞夫勒省，南至夏朗德省，东南接上维埃纳省，东临安德尔省。
与拉罗什波赛接壤的市镇（或旧市镇、城区）包括：克勒兹河畔伊泽尔、库赛莱布瓦、莱涅莱布瓦、莱西尼、普勒马丹、加尔唐普河畔维克。
拉罗什波赛的时区为UTC+01:00、UTC+02:00（夏令时）。

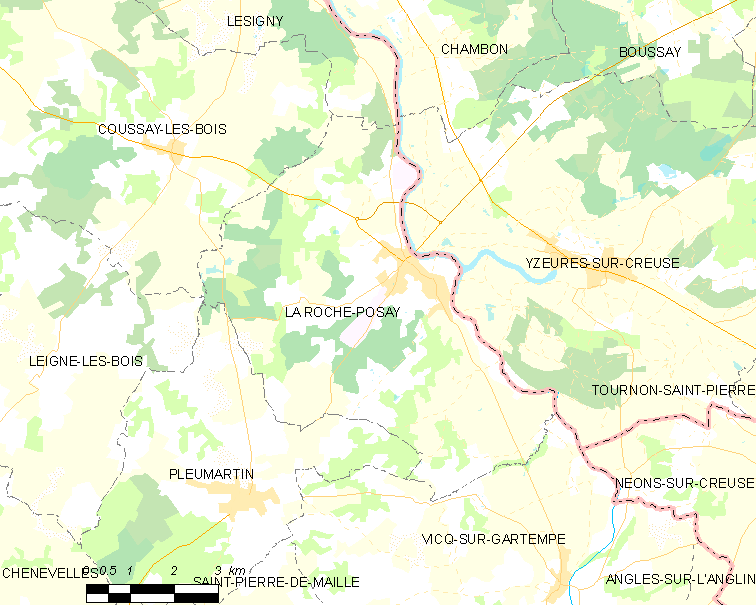
拉罗什波赛的OSM定位图

## 行政
拉罗什波赛的邮政编码为86270，INSEE市镇编码为86207。

## 政治
拉罗什波赛所属的省级选区为沙泰勒罗第三县。

## 人口

1962-2008年间拉罗什波赛人口变化图示

拉罗什波赛于2022年1月1日时的人口数量为1571人。